# سهفنة (فرع العدين)

تعديل مصدري - تعديل

سهفنة محلة تابعة لقرية الغشيمية، التابعة لعزلة الوزيرة بمديرية فرع العدين إحدى مديريات محافظة إب في الجمهورية اليمنية، بلغ تعداد سكانها 157 حسب تعداد اليمن لعام 2004.